# Édouard-Henri Avril

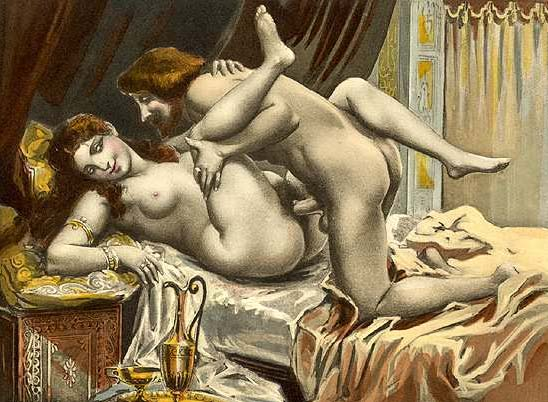
Il·lustració d'Édouard-Henri Avril per Els sonets luxuriosos de Pietro Aretino.

Édouard Henri Avril (Alger, 21 de maig de 1849 - Le Raincy, 1928) va ser un pintor francès i artista comercial. Sota pseudònim era il·lustrador de literatura eròtica.
Avril va estudiar art en diversos salons de París. Entre 1874-1878 va estar-se a l'École des Beaux Arts a París.
Quan va ser comissionat per il·lustrar la novel·la Fortunio de Théophile Gautier, va adoptar el pseudònim de Paul Avril.
Aviat va tenir una certa reputació, i va rebre moltes comissions per il·lustrar autors importants i l'anomenada "literatura galant" del dia, d'una forma eròtica. Aquests llibres eren venuts en edicions petites sobre una base de la subscripció, ordenada pels col·leccionistes. És considerat el pare de la pintura eròtica.

## Treballs principals
- Salammbô, de Gustave Flaubert.

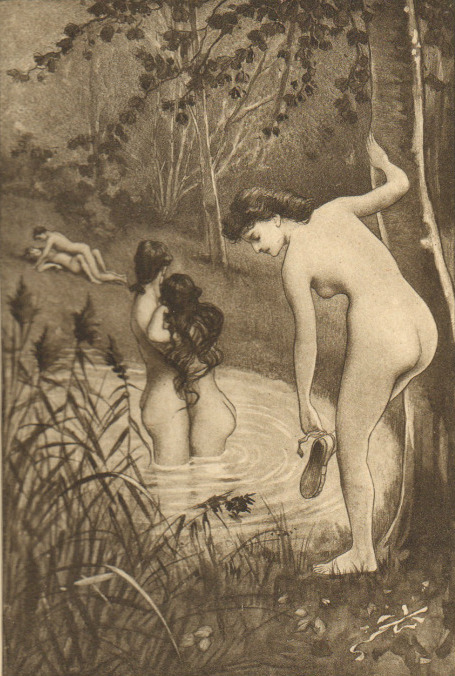
Il·lustració d'Édouard-Henri Avril per a Fanny Hill de John Cleland.

- Point de lendemain, de Vivant Denon (1889).
- Fanny Hill, de John Cleland.
- Les aventures du Chevalier de Faublas, de Jean Baptiste Louvet de Couvray.
- Mon oncle Barbassou (1884), de Mario Uchard (1824-1893).
- La Femme, de Jules Michelet.
- Musque, hashish et sang, d'Hector France.
- Nouvelles, de Pietro Aretino.
- Le Miroir du monde, d'Octave Uzanne (1888).
- Le Roi Candaule, de Gautier (1893).
- Gamiani, de Alfred de Musset.
- Sobre les figures de Venus, de Friedrich Karl Forberg.
- Els sonets luxuriosos, de Pietro Aretino.

## Galeria
Selecció d'il·lustracions d'una sèrie d'Édouard-Henri Avril.

### Il·lustracions perDe figuris Veneris

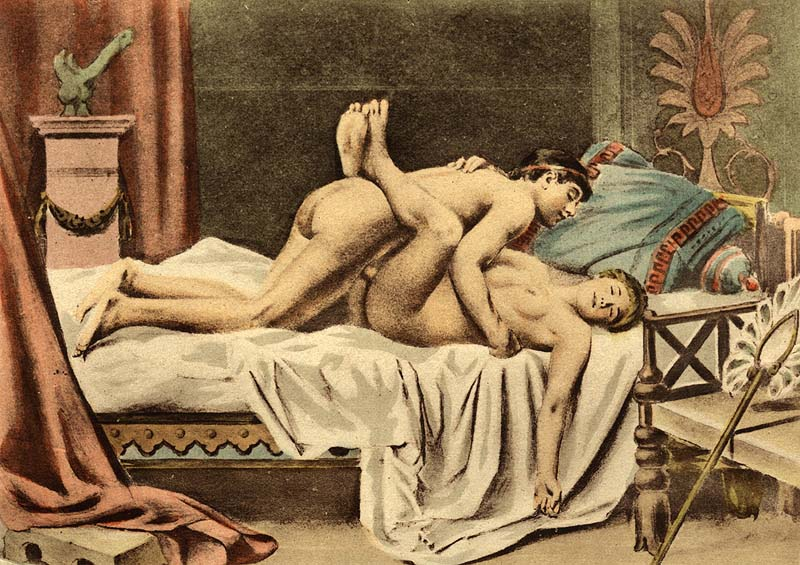
Coit
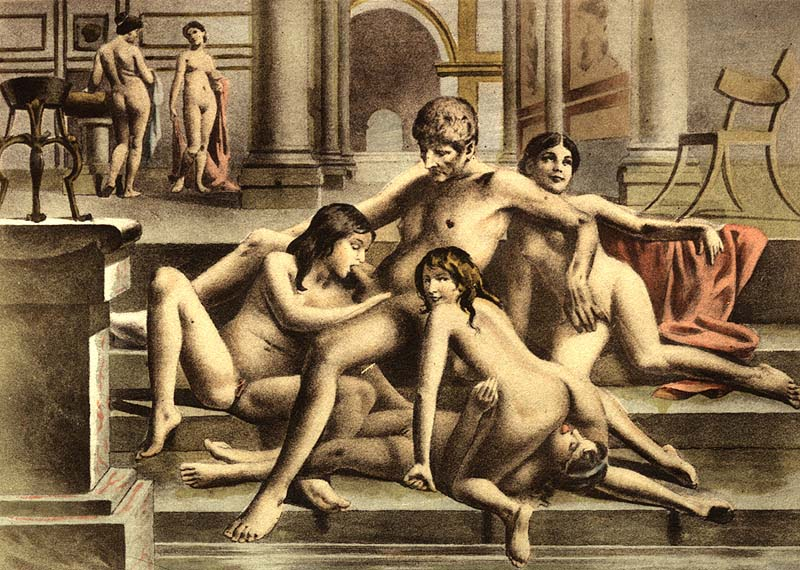
Fel·lació i Cunnilingus
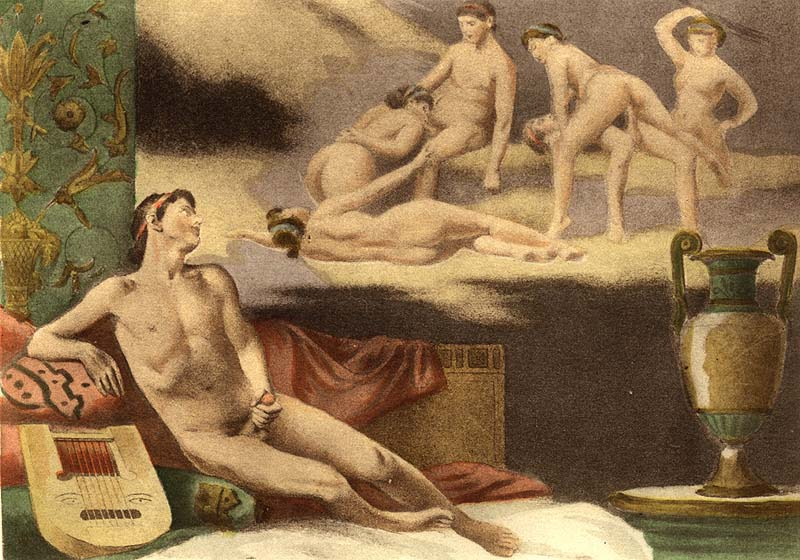
Masturbació
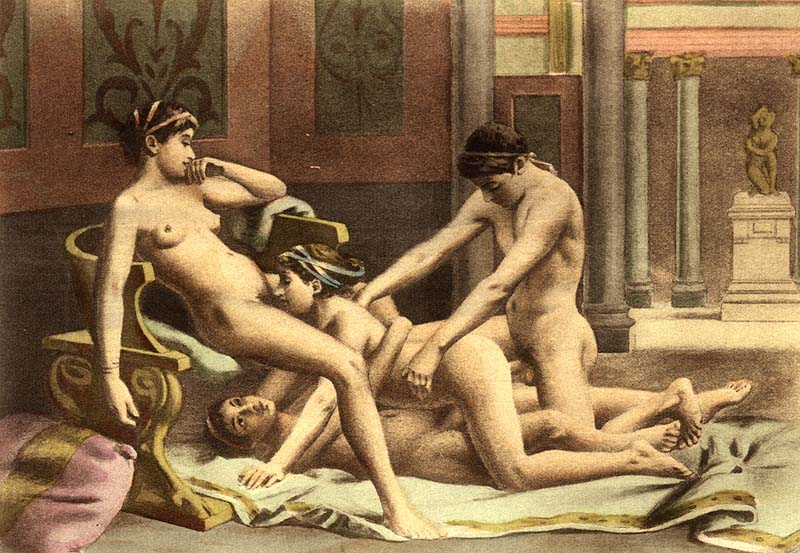
Cunnilingus i Coit
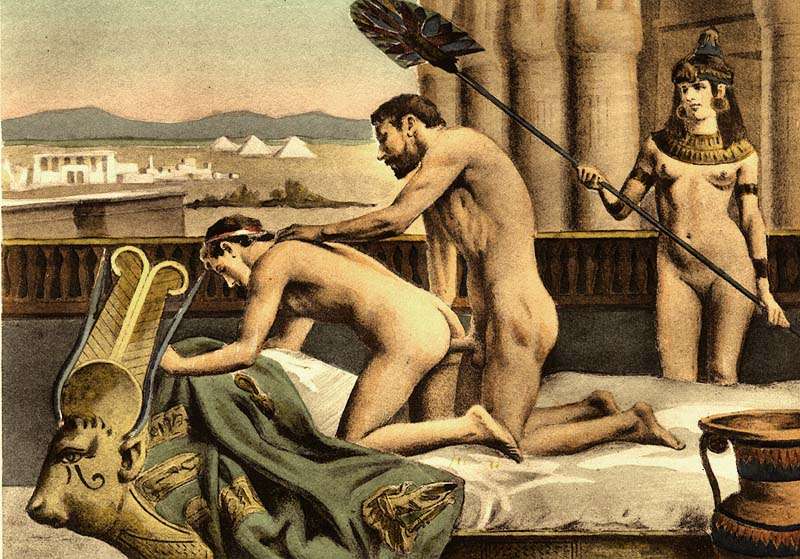
Hadrià i Antínous